# Hubverhältnis

Verschiedene Hubverhältnisse bei gleichem Hubraum

Zylinder (blau), Kolben (grau) und Kurbelwelle (rot)

Das Hubverhältnis ist das Verhältnis von Kolbenhub zu Zylinderbohrung bei einer Hubkolbenmaschine, speziell beim Hubkolbenmotor. In DIN 1940, Ausgabe Dezember 1976, wird es Hub-Bohrungsverhältnis genannt und hat die Einheit mm/mm. 
Dabei wird unterschieden zwischen:
- Kurzhuber: Hubverhältnis < 1 (Kolbenhub < Zylinderbohrung);
- Hubverhältnis = 1 (Kolbenhub = Zylinderbohrung) wird auch als „quadratische Auslegung“  oder Quadrathuber bezeichnet;
- Langhuber: Hubverhältnis > 1 (Kolbenhub > Zylinderbohrung).

Typische Hubverhältnis-Werte liegen zwischen 0,4 bei Viertakt-Rennmotoren und 5 bei großen Zweitakt-Schiffsdieselmotoren.

## Kurzhuber
Kurzhuber haben eine kleinere Wegstrecke zwischen den Totpunkten als hubraumgleiche Langhuber und damit eine höhere maximale Drehzahl bei gegebener mittlerer Kolbengeschwindigkeit.
Zwar werden die Pleuel kürzer, andererseits wird der Motor aber durch das erforderliche größere Stichmaß (Abstand zwischen den einzelnen Zylinderachsen) länger und durch die größere Bohrung breiter, also insgesamt ausladender.
Ein Hubverhältnis von 0,54 mit einem Hub von 60,8 mm und einer Bohrung von 112 mm hat zum Beispiel die Ducati 1199 Panigale. Gegenüber der Ducati 1198 Testastretta Evoluzione ermöglicht es eine Vergrößerung der Einlassventile von 43,5 mm auf 46,8 mm und der Auslassventile von 34,5 mm auf 38,2 mm.
Schnelllaufende Kurzhuber sind günstig für hohe Drehzahlen und damit hohe Leistung bei geringem Gewicht. Ein kürzerer Hub bewirkt auch geringere Kolbengeschwindigkeit und Beschleunigungskräfte. Sie sind typisch für kompakte Kolbenmotoren, insbesondere Ottomotoren.
Nachteile sind das vergleichsweise höhere Gewicht des Kolbens und der flache, thermisch ungünstigere Brennraum. Die längeren Flammwege können mit mehreren Zündkerzen pro Zylinder ausgeglichen werden.

## Langhuber
Langhuber haben eine geringere Höchstdrehzahl und damit eine geringere Höchstleistung. Viertakt-Langhuber haben kleinere Ein- und Auslassventile. Sie haben jedoch kompakte und damit thermisch effiziente Verbrennungsräume. Ventilgesteuerte Zweitakt-Langhuber (siehe unten) haben einen geringeren Treibstoffverbrauch als Kurzhuber. Nachteilig sind eventuell die geringere Höchstdrehzahl und damit die geringere Leistungsdichte. Für eine problemlose Schmierung gilt als oberste Kolbengeschwindigkeit 20 m/s. Außerdem laufen Langhuber oft weniger ruhig als Kurzhuber.
Der Ottomotor mit dem vermutlich größten Hubverhältnis lief im Renn-Voiturette VX5 von Peugeot um 1910: Der Zweizylinder mit 2815 cm³ Hubraum hatte eine Zylinderbohrung von 80 mm und einem Kolbenhub von 280 mm (Hubverhältnis 3,5). Ursache war ein Wettbewerbsreglement, welches die Zylinderbohrung auf 80 mm festlegte ohne den Hub zu begrenzen. Der Ventoux mit 603 cm³ aus dem Renault 3 mit einer Zylinderbohrung von 49 mm und einem Kolbenhub von 80 mm dürfte mit 1,63 unter den Motoren von Serien-PKW das größte Hubverhältnis haben. Auch der Willys Go Devil Vierzylinder mit einer Zylinderbohrung von 79,4 mm und einem Kolbenhub von 111,1 mm ist mit 1,40 recht langhubig ausgelegt. Ein PKW mit einem moderat langhubigen Ottomotor war der Mercedes A 200 (100 kW/136 PS). 
Große, langsamlaufende Zweitakt-Schiffsdieselmotoren mit direktem Schraubenantrieb werden hingegen als Langhuber ausgelegt. Ihre Höchstdrehzahl ist durch die Kavitationsgefahr (Dampfblasenbildung) am direkt angetriebenen Propeller auf etwa 60 bis 120/min begrenzt. Dadurch ergeben sich trotz geringer mittlerer Kolbengeschwindigkeiten sehr lange Hübe. Etwa ab einem Hubverhältnis von 2 wird der Kurbeltrieb mit Kreuzkopf-Führung und Kolbenstange ausgeführt. 
Als Beispiel hat der Motor Wärtsilä-Sulzer RTA96-C eine Zylinderbohrung von 960 mm und einen Kolbenhub von 2500 mm (Hubverhältnis 2,6). Dessen Nachfolger, der X92 hat eine Zylinderbohrung von 920 mm und einen Kolbenhub von 3468 mm (Hubverhältnis 3,77). Der mittelschnelle öl- und gasbetriebene MAN 2-Taktmotor 5G45ME hat Zylinder mit einer Bohrung von 450 mm und einem Hub von 2250 mm (Hubverhältnis 5).